# 松久真や
松久 真や（まつひさ まや、1954年（昭和29年） - ）は、京都市生まれの現代日本の截金師。
大仏師松久朋琳の孫、大仏師松久宗琳の長女。

## 役職
- 松宗院截金代表

## 松久仏像彫刻会館
京都市中京区三条通り御幸町下がるに工房を持つ

## 出版・関連図書
- 『截金　金箔芸術の美と技法』（松久真や、宮野正喜著　淡交社）
- 『現代における仏の美』（淡交社　松久宗琳仏所監修）